# Ridley-Rundblattnase

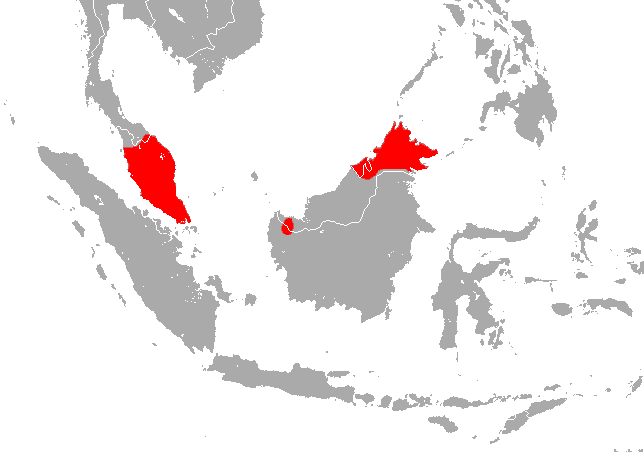
Verbreitungsgebiet der Ridley-Rundblattnase

Die Ridley-Rundblattnase (Hipposideros ridleyi) ist eine Fledermaus in der Familie der Rundblattnasen, die in Südostasien vorkommt. Sie ist nach dem britischen Botaniker Henry Nicholas Ridley benannt.

## Merkmale
Die Art erreicht eine Kopfrumpflänge von etwa 49 mm, eine Unterarmlänge von 47 bis 51 mm, eine Flügelspannweite von etwa 100 mm und ein Gewicht von 7 bis 12 g. Der 25 bis 29 mm lange Schwanz ist fast vollständig in die Schwanzflughaut eingebettet. Die 25 bis 30 mm langen Ohren sind im Verhältnis zum Körper auffällig groß. Weiterhin besitzt die Ridley-Rundblattnase ein großes Nasenblatt, das fast die gesamte Schnauze bedeckt. Das Fell wird aus Haaren gebildet, die über die gesamte Länge einheitlich braun sind.

## Verbreitung und Lebensweise
Für die Ridley-Rundblattnase sind drei Populationen bekannt, die im Süden der Malaiischen Halbinsel sowie im Nordwesten und Norden Borneos leben. Die Tiere halten sich im Flachland und im Hügelland bis 500 Meter Höhe auf. Sie kommen in ursprünglichen Wäldern und in Wäldern mit Flügelfruchtgewächsen vor.
Ruhende Exemplare wurden in Baumhöhlen in umgestürzten Bäumen oder selten in Wegdurchlässen gefunden. Gelegentlich nutzen bis zu 15 Individuen dasselbe Versteck. Die Ridley-Rundblattnase jagt wie andere Familienmitglieder mit Hilfe der Echoortung, wobei die Laute eine Frequenz von 65 bis 67 kHz besitzen. Weibchen mit aktiven Zitzen (Laktation) wurden im April und Mai registriert.

## Status
Waldrodungen, Brände und andere Landschaftsveränderungen wirken sich negativ auf die Fledermaus aus. Die IUCN nimmt an, dass der Bestand im Laufe von 10 Jahren (von 2008) mit 30 Prozent abnimmt. Die Art konnte in verschiedenen Schutzgebieten registriert werden. Sie gilt als gefährdet (vulnerable).

## Belege
1. ↑  Hipposideros ridleyi. In: Don E. Wilson, DeeAnn M. Reeder (Hrsg.): Mammal Species of the World. A taxonomic and geographic Reference. 2 Bände. 3. Auflage. Johns Hopkins University Press, Baltimore MD 2005, ISBN 0-8018-8221-4.
2. ↑  Beolens et al.: The Eponym Dictionary of Mammals. Johns Hopkins University Press, 2009, S. 341 (Ridley).
3. 1 2  Francis & Barrett: A Field Guide to the Mammals of South-East Asia. New Holland Publishers, 2008, ISBN 978-1-84537-735-9, S. 221 (Hipposideros ridleyi).
4. 1 2 3  Ridley’s leaf-nosed bat (Hipposideros ridleyi) ARKive - Images of Life on Earth, abgerufen am 24. Januar 2018. (Memento vom 23. Januar 2018 im Internet Archive)
5. 1 2 3  Hipposideros ridleyi in der Roten Liste gefährdeter Arten der IUCN 2017. Eingestellt von: Francis, C., Kingston, T. & Bumrungsri, S., 2008. Abgerufen am 24. Januar 2018.